# 카나비
카나비(본명: 서진혁, 2000년 11월 2일 ~ )는 대한민국의 리그 오브 레전드 프로게이머로 아이디는 Kanavi이다. 포지션은 정글라이너이며 현재 중국 LPL의 탑 e스포츠에서 활동하고 있다.

## 선수 생활
2019년 2월 19일, 그리핀의 로스터에 합류하면서 프로 커리어를 시작했다. 스프링 시즌 그리핀의 서브 선수로 활동했다.
2019년 5월 23일, 징동 게이밍으로 임대되었다. 처음에는 플로리스의 서브 선수로 활동했으나 점차 출전 기회를 늘려나갔다.
2020시즌을 앞두고 그리핀 사건에 직접적으로 휘말리면서 FA 신분이 되었다. 2020시즌을 앞두고 징동 게이밍에 완전이적했다. 2020 스프링 시즌 팀의 주전 정글러로 활동하면서 팀의 스프링 시즌 우승에 기여했다. 카나비는 시즌 종료 이후 정규리그 MVP에 선정되었다. 스프링 시즌 종료 후 미드 시즌 컵에 참가했다. 서머 시즌에서도 주전을 차지하면서 팀의 준우승에 기여했다. 시즌 종료 후 퍼스트팀에 선정되었다. 롤드컵 2020에서는 팀의 8강 진출에 기여했다.
2021 스프링 시즌에서는 폼이 조금 떨어진 모습을 보여주었다. 2021 서머 시즌에서도 좋지 않은 모습을 보여주었다.

## 소속팀
| # | 팀명        | 소속 기간               | 소속 리그 | 비고            |
| - | ----------- | ----------------------- | --------- | --------------- |
| 1 | 그리핀      | 2019.02.19 ~ 2019.11.27 | LCK       |                 |
| 2 | 징동 게이밍 | 2019.05.23 ~ 2019.11.27 | LPL       | 그리핀에서 임대 |
| 3 | 징동 게이밍 | 2019.11.28 ~            | LPL       |                 |

## 수상 내역
- 스무살우리 리그 오브 레전드 챔피언스 코리아 스프링 2019 준우승
- 리프트 라이벌즈 2019 준우승
- 리그 오브 레전드 프로리그 스프링 2020 정규시즌 최우수선수
- 리그 오브 레전드 프로리그 스프링 2020 우승
- 리그 오브 레전드 프로리그 스프링 2020 올프로 퍼스트팀
- 리그 오브 레전드 프로리그 서머 2020 준우승
- 리그 오브 레전드 월드 챔피언십 2020 8강
- 2023 미드 시즌 인비테이셔널 우승
- 2022년 항저우 아시안 게임 e스포츠 리그 오브 레전드 금메달 (대한민국)

## 사건사고
카나비는 그리핀시절 카나비 거짓임대 사건을 겪으며 곤혹을 치르기도 했다.